# Josip Jurić-Grgić
Josip Jurić-Grgić (* 4. April 1995 in Zagreb) ist ein kroatischer Handballspieler.

## Karriere
Jurić-Grgić spielte in Kroatien beim RK Zagreb, ehe er für die Saison 2014/15 von RK Dubrava verpflichtet wurde. 2015/16 lief der Rechtshänder dann in Katar für al-Sadd Sports Club auf. In der folgenden Spielzeit wechselte der Rückraumspieler zu Valur Reykjavík und damit wieder nach Europa. Mit den Isländern gewann er sowohl den Cup als auch die Meisterschaft und nahm am EHF Challenge Cup teil wo man das Halbfinale erreichte. 2017/18 lief Jurić-Grgić für RK Našice auf. Nachdem der Kroate ein Jahr in der zweiten kroatischen Liga aktiv gewesen war, wurde er 2019/20 von Bregenz Handball für die Spusu Liga verpflichtet. Seit der Saison 2021/22 ist er für Budakalász FKC aktiv.

## Saisonbilanzen

### HLA
| 2019/20   | Saison aufgrund der COVID-19-Pandemie in Österreich abgebrochen | Saison aufgrund der COVID-19-Pandemie in Österreich abgebrochen | Saison aufgrund der COVID-19-Pandemie in Österreich abgebrochen | Saison aufgrund der COVID-19-Pandemie in Österreich abgebrochen | Saison aufgrund der COVID-19-Pandemie in Österreich abgebrochen | Saison aufgrund der COVID-19-Pandemie in Österreich abgebrochen | Saison aufgrund der COVID-19-Pandemie in Österreich abgebrochen | Saison aufgrund der COVID-19-Pandemie in Österreich abgebrochen | Saison aufgrund der COVID-19-Pandemie in Österreich abgebrochen | Saison aufgrund der COVID-19-Pandemie in Österreich abgebrochen |
| 2020/21   | Bregenz Handball                                                | HLA                                                             | 25                                                              | 79                                                              | 3/4                                                             | 76                                                              |                                                                 |                                                                 |                                                                 |                                                                 |
| 2019–2021 | gesamt                                                          | HLA                                                             | 25                                                              | 79                                                              | 3/4 (75 %)                                                      | 76                                                              |                                                                 |                                                                 |                                                                 |                                                                 |

## Erfolge
- Isländischer Meister 2016/17
- Isländischer Pokalsieger 2016/17